# 시편 15편
시편 15편은 15번째 시편이다. 성경의 그리스어 칠십인역과 라틴어 불가타 번역에서 사용되는 약간 다른 번호 체계에서 이 시편은 시편 14편이다. 라틴어 버전은 "Domine quishabitabit in tabernaculo tuo"로 시작한다.
이 시편은 다윗의 것으로 간주된다. 예배자가 예배 장소에 들어가는 조건을 묻고 신부가 대답하는 것을 흔히 '입당 예식'이라고 한다. 시편은 유대교, 가톨릭, 성공회, 동방정교회, 개신교 전례의 정규적인 부분을 이룬다.

## 내용
1. 여호와여 주의 장막에 머무를 자 누구오며 주의 성산에 사는 자 누구오니이까
2. 정직하게 행하며 공의를 실천하며 그의 마음에 진실을 말하며
3. 그의 혀로 남을 허물하지 아니하고 그의 이웃에게 악을 행하지 아니하며 그의 이웃을 비방하지 아니하며
4. 그의 눈은 망령된 자를 멸시하며 여호와를 두려워하는 자들을 존대하며 그의 마음에 서원한 것은 해로울지라도 변하지 아니하며
5. 이자를 받으려고 돈을 꾸어 주지 아니하며 뇌물을 받고 무죄한 자를 해하지 아니하는 자이니 이런 일을 행하는 자는 영원히 흔들리지 아니하리이다

### 히브리어 버전
| 절 | 내용                                                              |
| -- | ----------------------------------------------------------------- |
| 1  | .מִזְמוֹר, לְדָוִד: יְהוָה, מִי-יָגוּר בְּאָהֳלֶךָ; מִי-יִשְׁכֹּן, בְּהַר קָדְשֶׁךָ              |
| 2  | .הוֹלֵךְ תָּמִים, וּפֹעֵל צֶדֶק; וְדֹבֵר אֱמֶת, בִּלְבָבוֹ                             |
| 3  | .לֹא-רָגַל, עַל-לְשֹׁנוֹ--לֹא-עָשָׂה לְרֵעֵהוּ רָעָה; וְחֶרְפָּה, לֹא-נָשָׂא עַל-קְרֹבוֹ         |
| 4  | ;נִבְזֶה, בְּעֵינָיו נִמְאָס-- וְאֶת-יִרְאֵי יְהוָה יְכַבֵּד .נִשְׁבַּע לְהָרַע, וְלֹא יָמִר       |
| 5  | :כַּסְפּוֹ, לֹא-נָתַן בְּנֶשֶׁךְ-- וְשֹׁחַד עַל-נָקִי, לֹא לָקָח .עֹשֵׂה-אֵלֶּה-- לֹא יִמּוֹט לְעוֹלָם |

## 분석
국제 비평 논평(International Critical Commentary)에 따르면, 시편 15편은 어떤 종류의 사람이 여호와의 손님이 될 자격이 있는지 묻고(1절) 의무에 대한 십계명에 따라 그를 묘사하는 교훈적인 시이다(2-5b절). 그런 사람이 안전하다고 선언한다(5c절). 나열된 의무는 이웃과 관련된 미덕을 강조한다.
이 시편의 주요 주제는 하나님의 "장막"("성소"가 아님)에 "머무르는 것"(1절: "거하시다"... "살다")과 '거룩함 없이는 아무도 하나님을 보지 못함'이다. (히브리서 12:14).
시편에 "다윗의 시편"이라는 제목이 붙어 있고 게마라(Gemara)는 또한 이 시편을 다윗에게 귀속시켰지만, 찰스와 에밀리 브릭스(Emilie Briggs)는 이러한 저자권 주장을 "비역사적"이라고 간주했다.

## 문맥
시편 12편에서는 경건한 자가 멸망하고 시편 14편에서는 의인이 없음을 나타낸다. 이는 "누가 하나님의 산에 오를 수 있는가?"라는 수사학적 질문을 남긴다. 이는 시편 15:1과 시편 24:3에 나오는 시편 15-24편의 인클루시오(inclusio, 즉 한 쌍의 문학적 북엔드)이다.
당시 문화의 맥락에서 "주의 장막에 머무를 자"는 손님으로 환영받을 뿐만 아니라 주의 특별한 보호 아래 있게 된다.
다윗 시대의 맥락에서 언약궤는 성막 안에 있는 실로에 있었고, 다윗은 그 언약궤를 시온 산으로 옮기고 거기에 새로 지은 성막을 지었다.